# ماهی‌ای به نام وندا
ماهی‌ای به نام وندا (انگلیسی: A Fish Called Wanda) فیلمی در ژانر سرقت به کارگردانی چارلز کریچتون است که در سال ۱۹۸۸ منتشر شد.
این فیلم برنده جایزه اسکار بهترین بازیگر نقش مکمل مرد توسط کوین کلاین در سال ۱۹۸۸ شده‌است.

## بازیگران
- جیمی لی کرتیس
- کوین کلاین
- مایکل پیلین
- جان کلیز
- ماریا آیتکن
- استیون فرای
- راجر برایرلی
- تام جرجسون